# Antonín Haas
Antonín Haas (25. května 1910, Praha – 17. prosince 1971, Praha) byl český archivář.

## Život
V letech 1929–1934 studoval na univerzitě v Praze obory historie a zeměpis. Následně v období let 1931–1934 absolvoval kurs na Státní archivní škole.
Mezi roky 1934–1954 působil v archivu země české v Praze, později, od roku 1954 do roku 1970 působil ve Státním ústředním archivu v Praze, kde od roku 1968 zastával funkci vedoucího archiváře. V roce 1948 získal titul zemského archivního rady a v témže roce se stal členem archivní rady při ministerstvu školství, věd a umění. Zastával funkci v komisi pro vydávání středověkých historických pramenů a komisi pro vydávání Archivu českého. Antonín Haas působil rovněž jako pedagog, v letech 1945–1950 ve Státní archivní škole a od roku 1949 jako přednášející historické statistiky na Filosofické fakultě Karlovy univerzity.
Těžiště jeho práce spočívalo nejen v inventarizaci archivních fondů, z nichž nejvýznamnější je Archiv české koruny, ale v práci ediční a publikační. Nejvýznamnějším Haasovým edičním počinem bylo vydání Berní ruly prácheňského kraje v roce 1954 a v tomtéž roce, a následně v letech 1960 a 1961, čtvrtého dílu Codex iuris municipalis regni Bohemiae.